# 11087 Yamasakimakoto
11087 Yamasakimakoto este un asteroid din centura principală de asteroizi.

## Descriere
11087 Yamasakimakoto este un asteroid din centura principală de asteroizi. A fost descoperit pe 15 octombrie 1993 la Kitami de Kin Endate și Kazuro Watanabe. Asteroidul prezintă o orbită caracterizată de o semiaxă mare de 2,22 ua, o excentricitate de 0,19 și o înclinație de 3,5° în raport cu ecliptica.